# Tammin Sursok
Tammin Pamela Sursok (Johannesburg, 19 agosto 1983) è un'attrice e cantautrice sudafricana naturalizzata australiana.
È meglio conosciuta per i suoi ruoli di Dani Sutherland in Home and Away, Colleen Carlton in Febbre d'amore e Jenna Marshall in Pretty Little Liars.

## Biografia
Tammin Sursok nasce a Johannesburg, in Sudafrica. All'età di quattro anni emigra a Sydney, in Australia, con la sua famiglia.
Sua madre, pianista e chitarrista, la fa avvicinare al mondo della musica (nel 2005 Tammin pubblica il suo unico album all'attivo, Whatever Will Be). Successivamente, svilupperà una passione anche per la recitazione.
Raggiunge la popolarità con le soap Home and Away a partire dal 2000 e Febbre d'amore tra il 2007 e il 2009.
Nel 2010 entra a far parte del cast di Pretty Little Liars nel ruolo di Jenna Marshall.
Nell'agosto 2011, ha sposato l'attore e regista Sean McEwen a Firenze. La coppia ha una figlia, Phoenix Emmanuel, nata l'8 ottobre 2013.Il 17 gennaio 2019 nasce la loro seconda figlia Lennon Bleu.

## Filmografia

### Cinema
- Aquamarine, regia di Elizabeth Allen (2006)
- Crossing Over, regia di Wayne Kramer (2009)
- Albino Farm, regia di Joe Anderson (2009)
- Flicka 2 - Amici per sempre (Flicka 2), regia di Michael Damian (2010)
- Husk, regia di Brett Simmons (2011)
- Driving by Braille, regia di Kristina Lloyd (2011)
- 10 Rules for Sleeping Around, regia di Leslie Greif (2014)
- Cam2Cam, regia di Joel Soisson (2014)
- Pazzie d'amore (Killer in a Red Dress), regia di Lisa France (2018)
- Braking for Whales, regia di Sean McEwen (2019)

### Televisione
- Home and Away – serial TV, 297 episodi (2000-2004)
- Le regole dell'amore (Rules of Engagement) – serie TV, episodio 1x04 (2007)
- Febbre d'amore (The Young and the Restless) – serial TV, 165 episodi (2007-2009)
- In Plain Sight - Protezione testimoni (In Plain Sight) – serie TV, episodio 1x01 (2008)
- Spectacular!, regia di Robert Iscove – film TV (2009)
- Hannah Montana – serie TV, 8 episodi (2010-2011)
- Pretty Little Liars – serie TV, 50 episodi (2010-2017)
- Airship Dracula – miniserie TV, episodio 1x01 (2012)
- Differenze d'amore (Bound & Babysitting), regia di Savage Steve Holland – film TV (2015)
- Ora puoi uccidere la sposa (You May Now Kill the Bride), regia di Kohl Glass – film TV (2016)
- A Natale con le ex (Girlfriends of Christmas Past), regia di Jake Helgren – film TV (2016)
- Aussie Girl – serie TV, 7 episodi (2018)
- Innamorarsi a Crystal Bay (Love and Penguins), regia di Christine Luby – film TV (2022)

### Cortometraggi
- The Unknown , regia di Conroe Brooks (2009)
- Neighbors Are Friends, regia di Ariam Mogos (2009)

## Discografia

### Album
- Whatever Will Be (2005)

### Singoli
- Pointless Relationship (2004)
- Whatever Will Be (2005)
- It's A Beautiful Thing (2005)
- Say Something (2014) - duetto con Joe Brooks, cover della canzone degli A Great Big World feat. Christina Aguilera

## Premi e riconoscimenti
- 2001 - Logie Awards
  - Nuovo talento femminile più popolare (Home and Away)
- 2004 - Logie Awards
  - Nomination Attrice più popolare (Home and Away)
- 2008 - Daytime Emmy Awards
  - Nomination Eccezionale giovane attrice in una serie drammatica (Febbre d'amore)

## Doppiatrici italiane
Nelle versioni in italiano delle opere in cui ha recitato, Tammin Sursok è stata doppiata da:
- Benedetta Degli Innocenti in Ora puoi uccidere la sposa
- Giulia Catania in Pretty Little Liars
- Benedetta Ponticelli in Flicka 2 - Amiche per sempre
- Eleonora Reti in Aquamarine
- Angela Brusa in Home and Away
- Emanuela Damasio in Hannah Montana
- Domitilla D'Amico in Febbre d'amore
- Elisabetta Spinelli in Spectacular!
- Alessandra Bellini in Pazzie d'amore
- Giorgia Locuratolo in Innamorarsi a Crystal Bay
- Paola Majano in A Natale con le ex